# 五戸町立切谷内小学校
五戸町立切谷内小学校（ごのへちょうりつきりやないしょうがっこう）は、青森県三戸郡五戸町大字切谷内にある公立小学校。

## 沿革
- 1876年（明治9年）4月9日 - 切谷内村に校舎建設し、切谷内小学として発足。
- 1884年（明治17年） - 高田川原24番1号（現在地）に移転。
- 1887年（明治20年） - 切谷内簡易小学校と改称。
- 1892年（明治25年） - 切谷内尋常小学校と改称。
- 1900年（明治33年）10月 - 校舎新築落成。
- 1922年（大正12年）4月 - 高等科を併置し、切谷内尋常高等小学校と改称。
- 1937年（昭和12年）2月 - 校舎新築落成。
- 1941年（昭和16年）4月1日 - 国民学校令により、切谷内国民学校と改称。
- 1947年（昭和22年）4月1日 - 学制改革により、川内村立切谷内小学校と改称。同日、川内村立川内中学校分校を併置し、高等科生を中学校に移籍。
- 1948年（昭和23年）2月1日 - 併置の川内中学校分校が、独立校舎に移転。
- 1953年（昭和28年）3月 - 2階建4教室増築
- 1955年（昭和30年）7月1日 - 川内村の五戸町への合併により、五戸町立切谷内小学校と改称。
- 1958年（昭和33年）11月 - 2階建2教室増築。
- 1969年（昭和43年）5月16日 - 9時48分頃に発生した十勝沖地震により、4教室その他半壊する被害が出た。
- 1969年（昭和44年）6月28日 - 新校舎に移転。
- 1971年（昭和46年）12月20日 - 体育館新築落成。
- 1978年（昭和53年）2月 - 教室・管理棟建築[1]。
- 2003年（平成15年） - 耐震補強工事実施[1]。

## 通学区域[2]
- 大字切谷内（字小渡と字大開を除く）
- 大字切谷内字佐野上谷地

## アクセス
- 五戸町コミュニティバス上市川線・池ノ堂総合病院線・五戸八戸線で、「切谷内下」バス停下車後、徒歩約210m・約3分。

## 周辺
- 五戸川

## 主な進学先
- 五戸町立川内中学校

## 参考資料
- 『青森県教育史 別巻』（青森県教育委員会・1973年12月20日発行）「学校沿革 小学校」849頁「切谷内小学校」（1971年の内容まで）